# 방법론적 회의
방법론적 회의(methodological skepticism) 또는 데카르트식 회의(Cartesian skepticism)는 르네 데카르트의 저술 및 인식론과 관련된 회의론의 일종이다. 데카르트는 사람이 할 수 있는 믿음들 중 무엇이 참이라고 확신할 수 있는지에 관한 문제를 탐구하여 거기에 대한 구조적 과정으로서 방법론적 회의를 고안해냈다.
방법론적 회의는 근원적(근본적) 회의와 다르다. 근원적 회의는 순수한 지식의 존재 가능성 자체를 의문시하지만, 방법론적 회의는 의문  여지가 없는 참된 지식의 존재 가능성을 상정한 다음 그것을 찾아내기 위한 방법으로서 기능한다. 
데카르트는 모든 믿음, 사상, 사고, 물질을 회의와 의심의 대상으로 삼았다. 자기 앞에 사물이 있다 하더라도 감각은 불완전하므로 그게 진짜 거기에 있는지 의심할 수 있다. 자신의 육신이 존재하는지도 내가 꿈을 꾸거나 환각에 빠졌을 수 있으므로(장자의 호접몽처럼) 의심할 수 있다. 수학 명제 같은 보편적 진리도 마귀의 꾀임에 빠진 결과일 수 있으므로 의심할 수 있다. 그러다 보면 “모든 것을 의심하고 있는 나 자신”의 존재는 의심할 수 없다는 결론에 이르고, 이것이 그 유명한 코기토 에르고 숨 명제이다.
"나"는 의심하는 존재이므로 불완전한 존재다. 완전한 존재라면 참과 거짓의 여부에 대해 전지할 테니 의심할 필요가 없기 때문이다. 그리고 불완전의 개념은 "완전"이 먼저 존재해야 그것의 하자로서 존재할 수 있기에 불완전한 "나"와는 구분되는 완전한 존재가 있어야 한다. 데카르트는 이 "완전한 외부 존재"가 신이라고 했으며 이것이 신이 필연적으로 존재해야 하는 이유라고 했다. 신은 완전한 존재이므로 선한 존재일 것이다. 만일 그렇지 아니하다면 신은 기만하는 자이며  완전한 존재가 아니다. 그렇기에 데카르트에 따르면 “우리 정신이 명확하고 명징하게 인식한 것에 대해 신이 우리를 속이거나 기만할 리 없다.” 참된 지식의 존재 가능성은 필연적인 신의 존재에 의해 뒷받침되고, 비관적 회의는 논박된다.

## 같이 보기
- 아카데메이아 회의주의
- 유아론